# Pnigeus

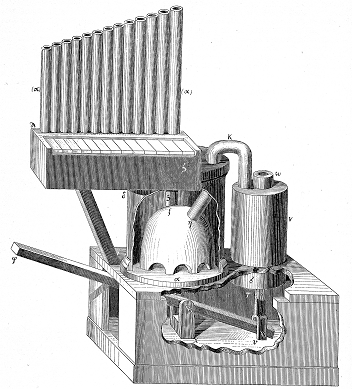
Wasserorgel nach der Beschreibung des Heron von Alexandria

Ein Pnigeus ist ein hydraulischer Luftspeicher für eine Orgel und dient zur Regulierung und Stabilisierung des Winddrucks.
Die Technik des Pnigeus war bereits in der Antike bekannt. Im 3. Jahrhundert v. Chr. entwickelte der Mechaniker Ktesibios aus Alexandria die sog. Wasserorgel („Hydraulis“), ein orgelähnliches Instrument, dessen Winddruck durch Wasser reguliert wurde. Als Luftspeicher diente ein einfacher Pnigeus, dessen Aufbau einem Gasometer vergleichbar ist. Einem nach unten geöffneten, in einem halb mit Wasser gefüllten Behälter stehenden Trichter wird mittels einer Pumpe Luft zugeführt. Dadurch wird das Wasser im Trichter in den umgebenden Behälter zurückgedrängt. Das obere Ende des Trichters ist mit dem Windkasten für die Pfeifen verbunden, die so genannte Arcula. In ihr herrschte nun während des Spiels ein nahezu konstanter Druck, da aus dem Pnigeus kontinuierlich Luft nachströmt, wobei sich der Wasserspiegel darin wieder hebt.